# 허리케인 베릴

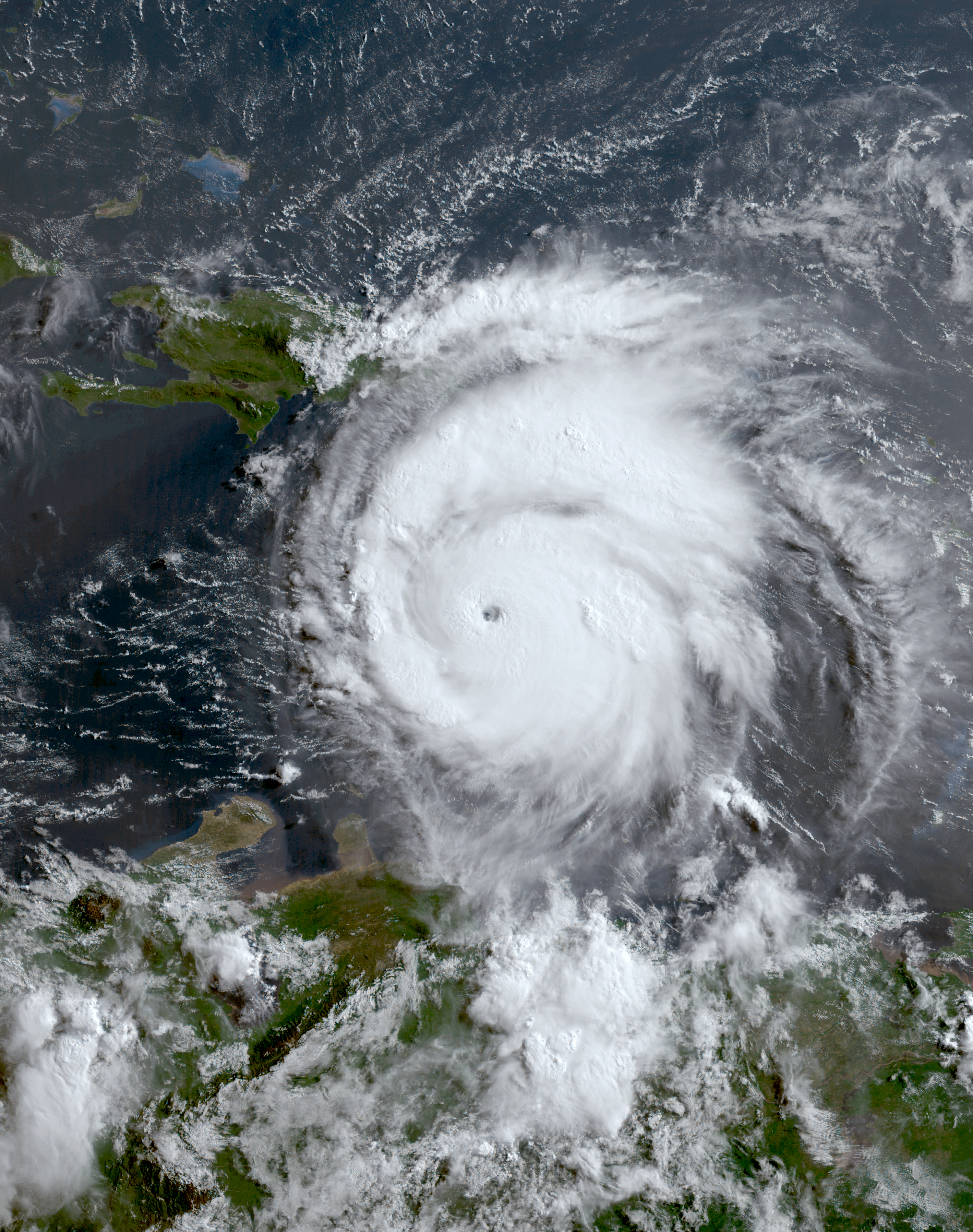

허리케인 베릴(Hurricane Beryl)은 2024년 6월 말과 7월 초에 카리브해 일부 지역, 유카탄반도, 미국 걸프 연안에 영향을 미친 치명적이고 파괴적인 카테고리 5 대서양 허리케인이었다. 대서양의 모든 시즌 동안 기록상 카테고리 5 허리케인을 형성했으며 7월에 두 번째로 기록되었으며, 다른 하나는 2005년 7월 중순 허리케인 에밀리이다. 베릴은 또한 7월 이전에 대서양의 주요 개발 지역(MDR) 내에서 발생한 가장 강력한 허리케인이었다. 2024년 대서양 허리케인 시즌의 두 번째 폭풍, 첫 번째 허리케인, 첫 번째 주요 허리케인으로 명명된 베릴은 카리브해와 미국을 가로지르는 경로를 따라 광범위한 파괴를 일으키는 것 외에도 위치, 강도 및 수명을 포함하여 6월과 7월 동안 많은 기상 기록을 깨뜨린 비정형 허리케인이었다.